# Ампулициды
Ампулициды (лат. Ampulicidae) — семейство ос подотряда стебельчатобрюхие отряда перепончатокрылые насекомые. Включает около 6 родов и около 200 видов. Многие имеют блестящую, зелёную или синюю окраску.
Ранее входило в состав семейства Sphecidae (надсемейства Sphecoidea) в ранге подсемейства.

## Биология
Охотятся на тараканов, которых парализуют и тащат в гнездо, где откладывают на добычу своё яйцо. Гнездятся в полых ветвях.

## Распространение
Главным образом в тропиках. В Европе менее 10 видов

## Классификация
Кроме нижеследующих современных родов и видов, известны ископаемые трибы и рода (Antropov, 2000): †Apodolichurini Antropov, 2000 (†Apodolichurus), †Cretampulicini Antropov, 2000 (†Cretampulex), †Mendampulicini Antropov, 2000 (†Mendampulex). А также ископаемые рода (без указания триб): †Cariridris, †Gallosphex, †Longivenula.
В 2010 году в результате реклассификации семейства были выделены подсемейства Ampulicinae (Ampulex и Trirogma) и Dolichurinae, состоящее из двух монофилетических триб: Dolichurini (Dolichurus и Paradolichurus) и Aphelotomini (Aphelotoma и Riekefella).
- Подсемейство Ampulicinae
  - Ampulicini Shuckard, 1840
    - Ampulex Jurine, 1807
      - Ampulex aeneus (Fabricius, 1804)
      - Ampulex apicalis F. Smith, 1873
      - Ampulex arnoldi Brauns in Arnold, 1928
      - Ampulex bantuae Gess, 1984
      - Ampulex bredoi Arnold, 1947
      - Ampulex chalybea F. Smith, 1856
      - Ampulex compressus (Fabricius, 1781) (= Chlorion compressum (Fabricius, 1804), = Sphex compressus Fabricius 1781)
      - Другие виды

    - Trirogma
- Подсемейство Dolichurinae
  - Триба Dolichurini Dahlbom, 1842
    - Dolichurus Latreille, 1809 (=Thyreosphex Ashmead 1904)
      - Dolichurus basuto Arnold, 1952
      - Dolichurus bicolor Lepeletier, 1845
      - Dolichurus bimaculatus Arnold, 1928
      - Dolichurus corniculus (Spinola, 1808) (=Pompilus corniculus Spinola)
      - Dolichurus foroforo Ohl, Fritz, and Neumann, 2004
      - Dolichurus guillarmodi Arnold, 1952
      - Dolichurus haemorrhous A. Costa, 1886
      - Dolichurus ignitus F. Smith, 1869
      - Dolichurus ignitus contractus Arnold, 1951
      - Dolichurus kohli  Arnold, 1928
      - Dolichurus quadridentatus  Arnold, 1940
      - Dolichurus rubripyx  Arnold, 1928
      - Dolichurus secundus  de Saussure, 1892
      - Dolichurus venator  Arnold, 1928

    - Paradolichurus

  - Триба Aphelotomini Ohl, 2010
    - Aphelotoma
    - Riekefella

## Обычные виды
- Изумрудная тараканья оса (Ampulex compressa)
- Ampulex fasciata Jurine, 1807
- Dolichurus corniculus (Spinola, 1808)